# فرودگاه بین‌المللی لندن
فرودگاه بین‌المللی لندن (به انگلیسی: London International Airport) (به زبان بومی: London Airport) یک فرودگاه همگانی باربری با کد یاتا YXU است که یک باند فرود آسفالت دارد و طول باند آن ۲۶۸۲ متر است. این فرودگاه در شهر لندن، انتاریو کشور کانادا قرار دارد و در ارتفاع ۲۷۸ متری از سطح دریا واقع شده‌است.

## شرکت‌های هواپیمایی و مقصدهای پروازی

### مسافری
| شرکت‌های هواپیمایی  | مقصدهای پروازی                                                            |
| ------------------ | ------------------------------------------------------------------------- |
| Air Canada Express | مک‌دونالد-کارتیر اتاوا، پیرسون تورنتو                                      |
| Air Transat        | فصلی: کانکون، کینتانا رو، پونتا کانا، آبل سانتاماریا                      |
| Canadian North     | چارتر: کالگری، هلفکس استانفیلد، میامی، گریتر مانکتن چارتر فصلی: پام بیچ   |
| سان‌وینگ ایرلاینز   | فصلی: خاردینز دل ری (آغاز از ۲۰ دسامبر ۲۰۱۷)، سنگستر، خوآن گئوآلبرتو گومس |
| وست جت             | کالگری فصلی: اورلاندو، ونکوور، وینیپگ جیمز آرمسترانگ ریچاردسون            |
| WestJet Encore     | پیرسون تورنتو                                                             |